# Charles Babbage
Charles Babbage (Teignmouth, Condado de Devon, Inglaterra, 26 de dezembro de 1791 — Londres, 18 de outubro de 1871) foi um cientista, matemático, filósofo, engenheiro mecânico e inventor inglês que originou o conceito de um computador programável junto à Condessa de Lovelace, Augusta Ada King.
Charles Babbage é mais conhecido e, de certa forma, referenciado como o inventor que projetou o primeiro computador de uso geral, utilizando apenas partes mecânicas, a máquina analítica. Ele é considerado o pioneiro. Seu invento, porém, exigia técnicas bastante avançadas e caras na época, e nunca foi construído. Sua invenção também não era conhecida dos criadores do computador moderno.
Mais recentemente, entre 1985 e 1991, o Museu de Ciência de Londres construiu outra de suas invenções inacabadas, a máquina diferencial 2, usando apenas técnicas disponíveis na época de Babbage.

## Nascimento

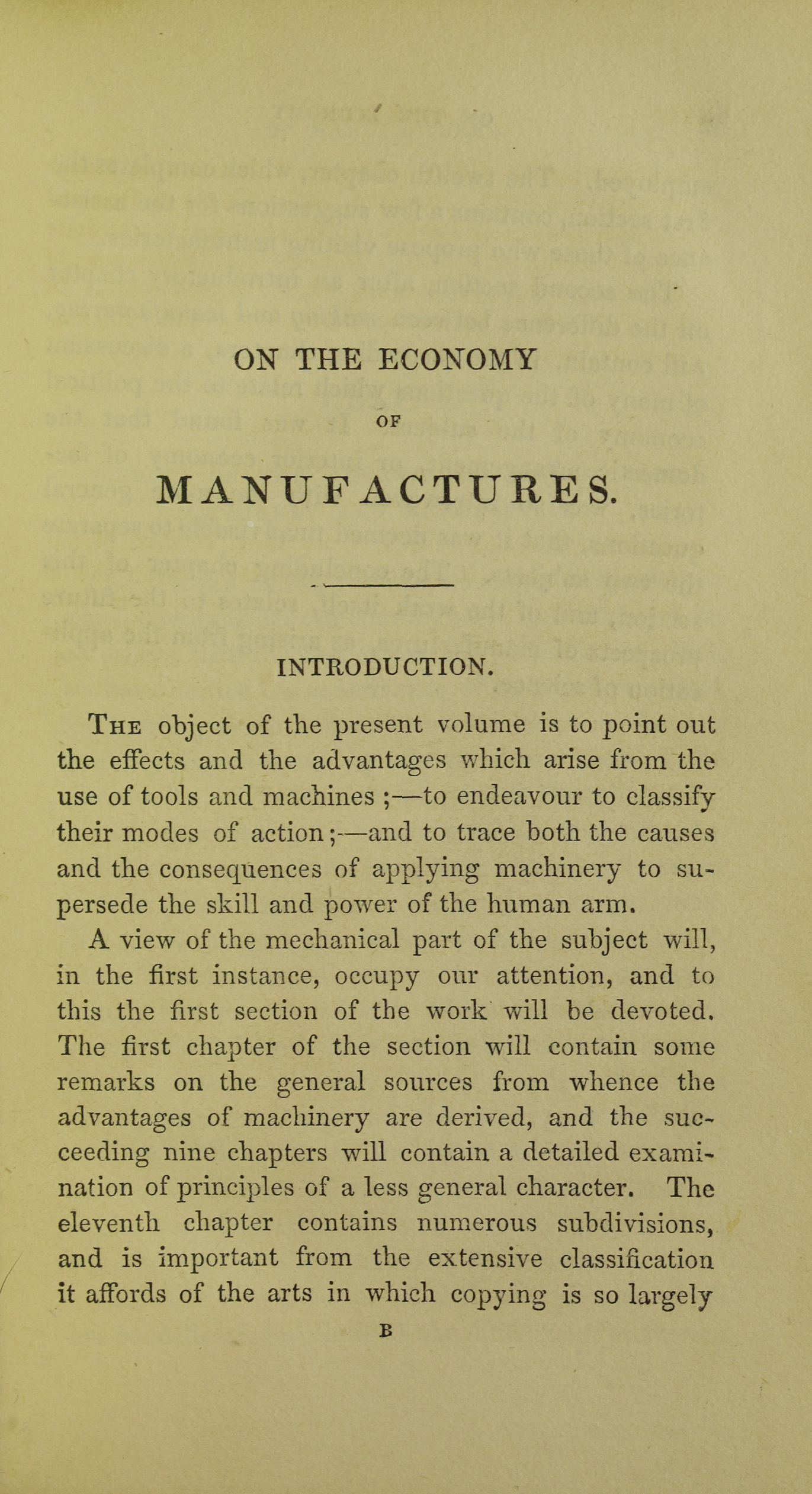
On the economy of machinery and manufactures, 1835

O local de nascimento de Babbage é controverso, mas ele provavelmente nasceu na Inglaterra, mais precisamente no endereço 44 Crosby Row, Walworth Road, em Londres, Inglaterra.
Há uma pequena discrepância, provinda de três fontes, sobre a data de nascimento de Babbage. A primeira, publicada no obituário do The Times aponta 26 de Dezembro de 1792. Entretanto, dias mais tarde, um sobrinho de Babbage escreveu dizendo que seu tio havia nascido precisamente um ano antes, em 1791. O registro paroquial de 'St. Mary's Newington', Londres, mostra Babbage sendo batizado em 06 de janeiro de 1792, apoiando um ano de nascimento de 1791.
O pai de Babbage, Benjamin Babbage, foi um banqueiro, sócio do Praeds, de 'Bitton Estate', em Teignmouth. Sua mãe era Betsy Plumleigh Babbage. Em 1808, a família Babbage mudou-se para a antiga 'Rowdens house', a leste de Teignmouth, e Benjamin Babbage tornou-se administrador das proximidades da igreja de St. Michael.

## Educação

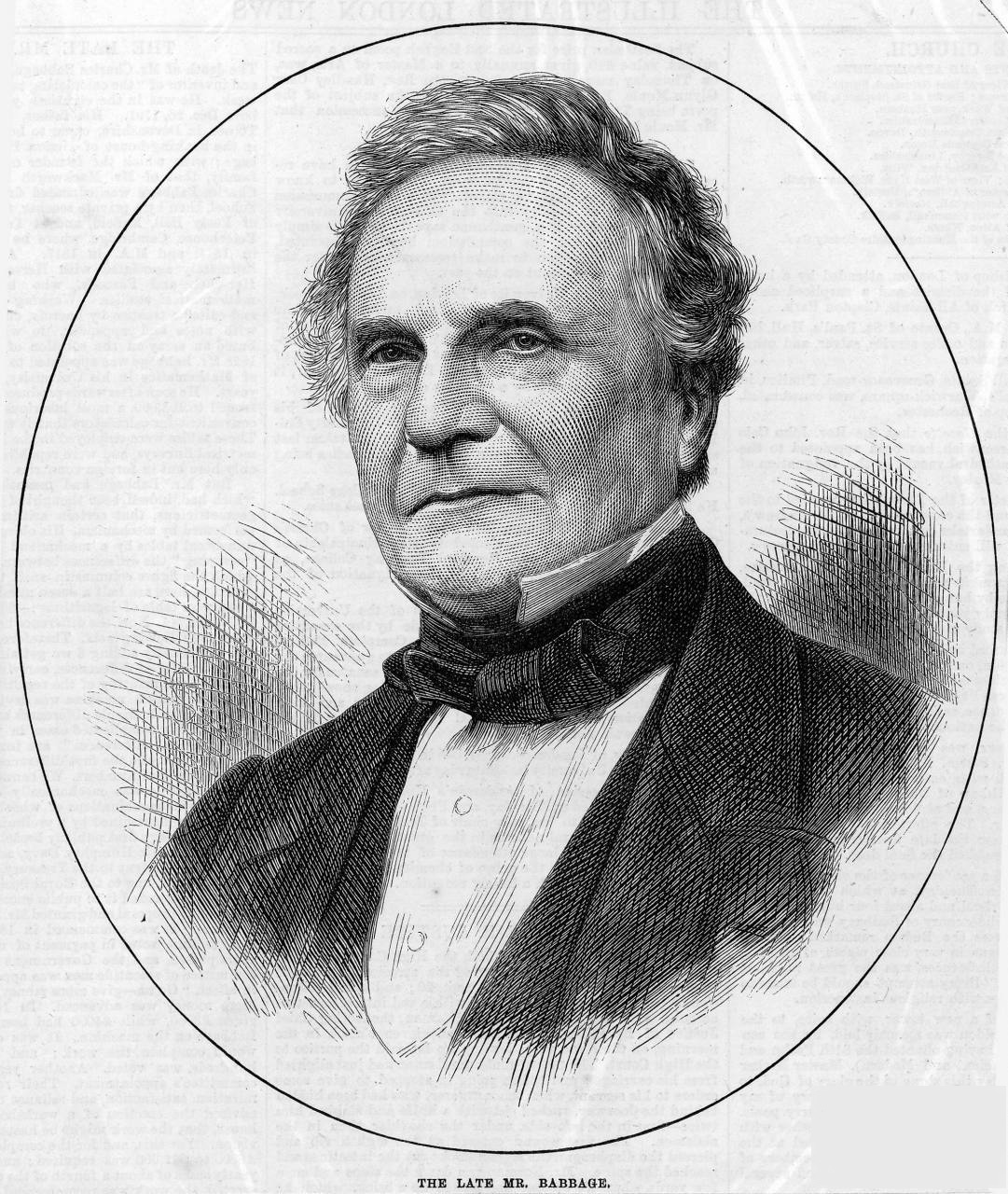
The Illustrated London News (4 de novembro de 1871).

O dinheiro de seu pai permitiu que Babbage recebesse instrução de diversas escolas e tutores durante o curso de seu ensino fundamental. Com cerca de oito anos de idade foi enviado para uma escola de campo em Alphington, Devon perto de Exeter para se recuperar de uma febre com risco de vida. Seus pais ordenaram que a "não era para se exigir demais de seu cérebro" e Babbage sentiu que "esta grande ociosidade pode ter levado alguns dos meus raciocínios infantis". Por um tempo curto ele frequentou o King Edward VI Community College em Totnes, South Devon, mas sua saúde forçou ele de volta para professores particulares por um tempo. Ele então se juntou a 30 alunos da academia Holmwood, em Baker Street, Enfield, Middlesex sob o reverendo Stephen Freeman. A academia tinha uma biblioteca bem abastecida que levou Babbage ao amor pela matemática. Ele estudou com mais dois tutores privados depois de sair da academia.
Charles Babbage estudou no Trinity College, em Cambridge, onde depois lecionou matemática. Ele tinha lido extensivamente Leibniz, Joseph Louis Lagrange, Thomas Simpson, e Lacroix e ficou seriamente decepcionado com o ensino da matemática disponível em Cambridge. Em resposta, ele, John Herschel, George Peacock, e vários outros amigos formaram a Analytical Society do Trinity College, em Cambridge em 1812. Babbage, Herschel e Peacock também eram amigos íntimos do futuro juiz e patrono da ciência Sir Edward Ryan. Babbage e Ryan casaram com duas irmãs. Como estudante, Babbage foi também membro de outras sociedades, como o the Ghost Club, preocupado com a investigação de fenômenos sobrenaturais, e do the Extractors Club, dedicado a libertar seus membros do hospício, caso algum dos membros fosse parar lá.
Em 1812 Babbage transferido para Peterhouse, Cambridge. Ele foi um dos melhores matemáticos em Peterhouse, mas não se formou com honras. Ao invés disso, recebeu um diploma honorário sem exame em 1814.
Eleito membro da Royal Society of London (1816), recebeu uma bolsa do governo para projectar uma calculadora com capacidade para até a vigésima casa decimal (1823).
Enquanto desenvolvia sua máquina era professor de matemática na University of Cambridge (1828-1839). Apresentou sua máquina analítica em 1833, tendo sido considerada o ponto de partida para os modernos computadores eletrônicos.
Publicou diversos artigos sobre matemática, estatística, física e geologia. Também colaborou para a modernização do sistema de código postal inglês, além de ser o primeiro matemático que conseguiu colocar em desuso a cifra de Vigenère, utilizando métodos de cripto-análise (análise de frequência).

## Casamento, família, morte

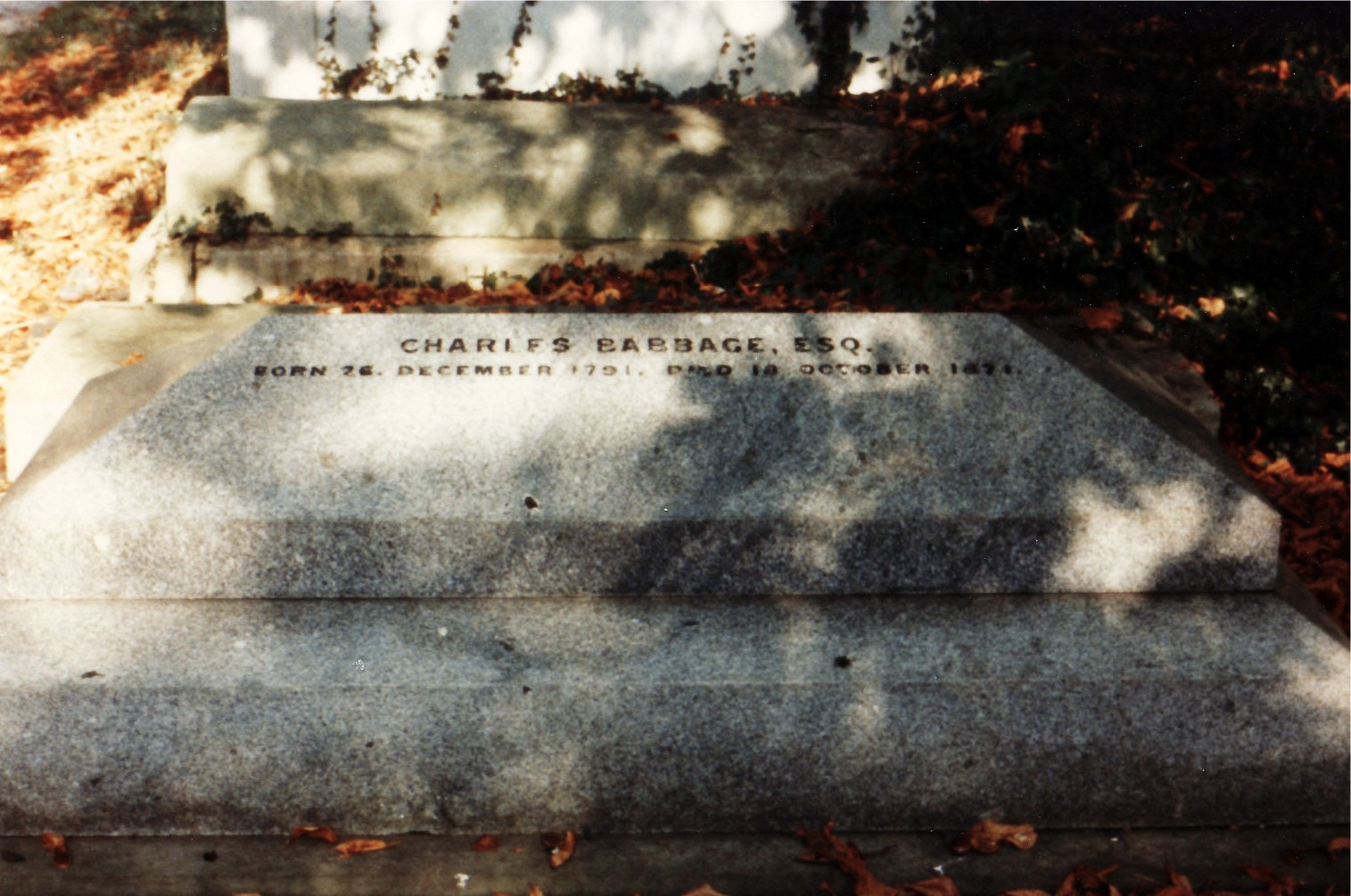
Túmulo de Charles Babbage no Cemitério de Kensal Green

Em 25 de Julho de 1814, Babbage se casou com Georgiana Whitmore, na Igreja de St. Michael em Teignmouth, Devon. O casal viveu em Dudmaston Hall, Shropshire (onde Babbage projetou o sistema de aquecimento central), antes de passar a morar no número 5 da rua Devonshire Street, em Portland Place, Londres.
Charles e Georgiana tiveram oito filhos, mas apenas quatro - Benjamin Babbage Herschel, Georgiana Whitmore, Dugald Bromhead Babbage e Henry Prevost - sobreviveram à infância. A esposa de Charles, Georgiana, morreu em Worcester em 1 de setembro de 1827, mesmo ano em que seu pai, seu segundo filho (também chamado Charles) e seu filho recém-nascido Alexander morreram. Sua decisão posterior para passar um ano viajando no continente registou uma atraso na construção de suas máquinas.
Charles Babbage morreu aos 79 anos em 18 de Outubro de 1871, e foi sepultado em Londres no Cemitério de Kensal Green. Segundo Horsley, Babbage morreu "de insuficiência renal, secundária à cistite". Em 1983, o relatório da autópsia para Charles Babbage foi descoberto e publicado mais tarde por seu trineto. Uma cópia do original também está disponível.